# الکسی وویودین
الکسی وویودین (روسی: Алексей Николаевич Воеводин؛ زادهٔ ۹ اوت ۱۹۷۰) ورزشکار دو و میدانی اهل روسیه است.